# 王俊飚
王俊飚（1970年11月—），男性，山西清徐人，中华人民共和国政治人物。

## 生平
王俊飚毕业于山西省财政税务专科学校。1992年8月，他毕业参加工作，在太原市财委天公宾馆担任科员，后来先后升任办公室主任、副经理。期间，他在1995年6月加入中国共产党。1996年8月，他调动到太原市城市信用社文庙社工作，出任主任助理、信贷部经理。1998年10月，太原市城市信用社组建太原市商业银行后，他先后出任西矿街支行副行长，迎新街支行行长，并州南路管辖支行行长。2005年10月，他转往成立不久的山西省农村信用社联合社，出任信贷处副处长。2006年5月，他调往大同，出任山西省农村信用社联合社大同办事处（大同农村信用社）主任、党组书记。2009年8月，他回到太原市，升任山西省农村信用社联合社副主任、党委委员。
2013年4月，王俊飚出任运城市政府党组成员。2013年5月，任运城市副市长。
2016年5月，王俊飚被任命为山西金融投资控股集团有限公司副董事长。山西省国有资本投资运营有限公司成立后，他出任首任董事长。2018年1月，当选第十三届全国人大代表。2020年1月，任晋商银行党委书记。
2021年4月，任长治市人民政府市长。同年9月，因涉嫌严重违纪违法，接受山西省纪委监委纪律审查和监察调查。2021年9月29日，山西省第十三届人大常委会第三十一次会议决定罢免其第十三届全国人民代表大会代表职务。2021年10月23日，王俊飚的代表资格终止。2022年3月，遭到开除党籍、开除公职处分。同年4月，被山西省阳泉市人民检察院以涉嫌受贿罪逮捕。5月，被提起公诉。